# Heimerl Antal
Heimerl Antal (Anton Heimerl) (Pest, 1857. február 15. – Bécs, 1943. március 4.) magyar botanikus, középiskolai tanár.

## Életpályája
A bécsi kémiai szakiskolát és az egyetem bölcseleti karát látogatta Bécsben. 1878–1884 között a bécsi technológiai főiskolán a zoológia és a botanika asszisztense volt. 1885-ben főreáliskolai tanári vizsgát tett természetrajzból és vegyészetből és 1885-től tanár volt a bécsi főreáliskolánál. 1889-hen bölcseletdoktori diplomát kapott.

## Munkássága
A Nyctaginaceae növénycsalád kutatására specializálódott, és számos botanikai faj binomiális tekintélye volt. Ő volt a szerzője az Engler & Prantl „Die Natürlichen Pflanzenfamilien” (16. kötet, 1934) című művében a Nyctaginaceae, Phytolaccaceae és Achatocarpaceae családokról szóló fejezeteknek.
1903-ban Franz Xaver Rudolf von Höhnel a Heimerlia nemzetséget nevezte el róla, 1941-ben pedig Carl Skottsberg a Heimerliodendron nemzetséget nevezte el róla.

## Művei

### Angolul
- "Two new species of Abronia" (1910)
- "Nyctaginaceae of southeastern Polynesia and other Pacific islands" (1937)

### Németül
- Die niederösterreichischen Ascoboleen (1889)
- Monographie der Nyctaginaceen. I. Bougainvillea, Phaeoptilum, Colignonia (1900)
- Flora von Brixen a. E.., (1911)
- Schulflora fur Österreich und die angrenzenden Gebiete der Alpen- und Sudetenländer sowie des Küstenland südlich bis Triest (1923)[12]

## Fordítás
- Ez a szócikk részben vagy egészben  az   Anton Heimerl című angol Wikipédia-szócikk ezen változatának fordításán alapul.  Az eredeti cikk szerkesztőit annak laptörténete sorolja fel. Ez a jelzés csupán a megfogalmazás eredetét és a szerzői jogokat jelzi, nem szolgál a cikkben szereplő információk forrásmegjelöléseként.
- Ez a szócikk részben vagy egészben  az   Anton Heimerl című német Wikipédia-szócikk ezen változatának fordításán alapul.  Az eredeti cikk szerkesztőit annak laptörténete sorolja fel. Ez a jelzés csupán a megfogalmazás eredetét és a szerzői jogokat jelzi, nem szolgál a cikkben szereplő információk forrásmegjelöléseként.